# Wahlkreis Parma (Camera dei deputati)
Der Wahlkreis Parma ist seit 2017 ein Wahlkreis (italienisch collegio elettorale) für die Wahl der Abgeordnetenkammer.

## Von 2017 bis 2020

### Wahlkreisgebiet
Der Wahlkreis umfasste  Gemeinden: 

### Wahlergebnisse

#### Parlamentswahl 2018
| Kandidaten               | Kandidaten                 | Stimmen | %    | Listen                                      | Stimmen | %    |
| ------------------------ | -------------------------- | ------- | ---- | ------------------------------------------- | ------- | ---- |
|                          | Laura Cavandoligewählt     | 44.733  | 35,1 | Lega                                        | 27.131  | 21,3 |
| Forza Italia             | Laura Cavandoligewählt     | 44.733  | 35,1 | 11.903                                      | 9,3     |      |
| Fratelli d’Italia        | Laura Cavandoligewählt     | 44.733  | 35,1 | 5.148                                       | 4,0     |      |
| Noi con l’Italia – UDC   | Laura Cavandoligewählt     | 44.733  | 35,1 | 551                                         | 0,4     |      |
|                          | Lucia Annibali             | 38.669  | 30,4 | Partito Democratico                         | 30.993  | 24,3 |
| +Europa                  | Lucia Annibali             | 38.669  | 30,4 | 5.962                                       | 4,7     |      |
| Italia Europa Insieme    | Lucia Annibali             | 38.669  | 30,4 | 1.021                                       | 0,8     |      |
| Civica Popolare          | Lucia Annibali             | 38.669  | 30,4 | 693                                         | 0,5     |      |
|                          | Pasquale Paolo Mauro Nuzzo | 32.895  | 25,8 | Movimento 5 Stelle                          | 32.895  | 25,8 |
|                          | Alessandro Grossi          | 5.230   | 4,1  | Liberi e Uguali                             | 5.230   | 4,1  |
|                          | Andrea Bui                 | 2.050   | 1,6  | Potere al Popolo!                           | 2.050   | 1,6  |
|                          | Emanuele Bacchieri         | 1.291   | 1,0  | CasaPound Italia                            | 1.291   | 1,0  |
|                          | Laura Bergamini            | 1.119   | 0,9  | Partito Comunista                           | 1.119   | 0,9  |
|                          | Irene Staiano              | 530     | 0,4  | Il Popolo della Famiglia                    | 530     | 0,4  |
|                          | Cristian Tavani            | 391     | 0,3  | Italia agli Italiani (FT – FN)              | 391     | 0,3  |
|                          | Margherita Colella         | 247     | 0,2  | Per una Sinistra Rivoluzionaria (SCR – PCL) | 247     | 0,2  |
|                          | Alberto Conforti           | 158     | 0,1  | Partito Repubblicano Italiano – ALA         | 158     | 0,1  |
| Gesamt                   | Gesamt                     | 127.313 | 100  |                                             | 127.313 | 100  |
|                          |                            |         |      |                                             |         |      |
| Ungültige Stimmen        | Ungültige Stimmen          | 2.905   | 2,2  |                                             |         |      |
| Wähler                   | Wähler                     | 130.218 | 75,4 |                                             |         |      |
| Wahlberechtigte          | Wahlberechtigte            | 172.726 |      |                                             |         |      |
|                          |                            |         |      |                                             |         |      |
| Quelle: Innenministerium |                            |         |      |                                             |         |      |

## Seit 2020

### Wahlkreisgebiet
| Wahlkreise – Camera dei deputati – Emilia-Romagna | Wahlkreise – Camera dei deputati – Emilia-Romagna | Wahlkreise – Camera dei deputati – Emilia-Romagna                          |
| Provinz                                           | Provinz                                           | Gemeinden nach Provinzen ⮞ Wahlkreis                                       |
| ------------------------------------------------- | ------------------------------------------------- | -------------------------------------------------------------------------- |
|                                                   | Metropolitanstadt Bologna (55 Gemeinden)          | 1 ⮞ Wahlkreis Bologna 32 ⮞ Wahlkreis Imola 22 ⮞ Wahlkreis Carpi            |
|                                                   | Provinz Ferrara (21 Gemeinden)                    | alle ⮞ Wahlkreis Ferrara                                                   |
|                                                   | Provinz Forlì-Cesena (30 Gemeinden)               | alle ⮞ Wahlkreis Forlì                                                     |
|                                                   | Provinz Modena (47 Gemeinden)                     | 28 ⮞ Wahlkreis Modena 12 ⮞ Wahlkreis Carpi 7 ⮞ Wahlkreis Imola             |
|                                                   | Provinz Parma (44 Gemeinden)                      | 36 ⮞ Wahlkreis Parma 8 ⮞ Wahlkreis Piacenza                                |
|                                                   | Provinz Piacenza (46 Gemeinden)                   | alle ⮞ Wahlkreis Piacenza                                                  |
|                                                   | Provinz Ravenna (18 Gemeinden)                    | alle ⮞ Wahlkreis Ravenna                                                   |
|                                                   | Provinz Reggio Emilia (42 Gemeinden)              | 37 ⮞ Wahlkreis Reggio nell’Emilia 3 ⮞ Wahlkreis Modena 2 ⮞ Wahlkreis Parma |
|                                                   | Provinz Rimini (27 Gemeinden)                     | alle ⮞ Wahlkreis Rimini                                                    |

Der Wahlkreis umfasst 38 Gemeinden:
- 36 Gemeinden der Provinz Parma (Albareto, Bardi, Bedonia, Berceto, Bore, Borgo Val di Taro, Calestano, Collecchio, Colorno, Compiano, Corniglio, Felino, Fontevivo, Fornovo di Taro, Langhirano, Lesignano de’ Bagni, Medesano, Monchio delle Corti, Montechiarugolo, Neviano degli Arduini, Noceto, Palanzano, Parma, Sala Baganza, San Secondo Parmense, Sissa Trecasali, Solignano, Sorbolo Mezzani, Terenzo, Tizzano Val Parma, Tornolo, Torrile, Traversetolo, Valmozzola, Varano de’ Melegari und Varsi);
- 2 Gemeinden der Provinz Reggio Emilia (Boretto und Brescello).

### Wahlergebnisse

#### Parlamentswahl 2022
| Kandidaten                          | Kandidaten             | Stimmen | %    | Listen                                                  | Stimmen | %    |
| ----------------------------------- | ---------------------- | ------- | ---- | ------------------------------------------------------- | ------- | ---- |
|                                     | Laura Cavandoligewählt | 82.831  | 43,0 | Fratelli d’Italia                                       | 52.303  | 27,2 |
| Lega per Salvini Premier            | Laura Cavandoligewählt | 82.831  | 43,0 | 16.132                                                  | 8,4     |      |
| Forza Italia                        | Laura Cavandoligewählt | 82.831  | 43,0 | 13.371                                                  | 6,9     |      |
| Noi Moderati                        | Laura Cavandoligewählt | 82.831  | 43,0 | 1.025                                                   | 0,5     |      |
|                                     | Michele Vanolli        | 60.703  | 31,5 | Partito Democratico – Italia Democratica e Progressista | 45.480  | 23,6 |
| Alleanza Verdi e Sinistra           | Michele Vanolli        | 60.703  | 31,5 | 8.020                                                   | 4,2     |      |
| +Europa                             | Michele Vanolli        | 60.703  | 31,5 | 6.578                                                   | 3,4     |      |
| Impegno Civico – Centro Democratico | Michele Vanolli        | 60.703  | 31,5 | 625                                                     | 0,3     |      |
|                                     | Davide Zanichelli      | 19.415  | 10,1 | Movimento 5 Stelle                                      | 19.415  | 10,1 |
|                                     | Matteo Ferroni         | 17.986  | 9,3  | Azione – Italia Viva                                    | 17.986  | 9,3  |
|                                     | Sandra Marchignoli     | 3.274   | 1,7  | Italexit per l’Italia                                   | 3.274   | 1,7  |
|                                     | Antonio Varatta        | 2.986   | 1,6  | Unione Popolare                                         | 2.986   | 1,6  |
|                                     | Maria Teresa Galasso   | 2.502   | 1,3  | Italia Sovrana e Popolare                               | 2.502   | 1,3  |
|                                     | Raoul Cipollone        | 1.331   | 0,7  | Vita                                                    | 1.331   | 0,7  |
|                                     | Paolo Venturi          | 1.079   | 0,6  | Partito Animalista – UCDL – 10 Volte Meglio             | 1.079   | 0,6  |
|                                     | Andrea Grossi          | 219     | 0,1  | Noi di Centro – Europeisti                              | 219     | 0,1  |
|                                     | Rajbir Singh           | 168     | 0,1  | Sud chiama Nord                                         | 168     | 0,1  |
| Gesamt                              | Gesamt                 | 192.494 | 100  |                                                         | 192.494 | 100  |
|                                     |                        |         |      |                                                         |         |      |
| Ungültige Stimmen                   | Ungültige Stimmen      | 6.674   | 3,4  |                                                         |         |      |
| Wähler                              | Wähler                 | 199.168 | 70,2 |                                                         |         |      |
| Wahlberechtigte                     | Wahlberechtigte        | 283.621 |      |                                                         |         |      |
|                                     |                        |         |      |                                                         |         |      |
| Quelle: Innenministerium            |                        |         |      |                                                         |         |      |